# Куренниеми, Марьятта
Ле́а Ма́рьятта Ку́ренниеми (фин. Lea Marjatta Kurenniemi, урождённая Ми́ккола фин. Mikkola; 7 мая 1918, Хельсинки — 14 ноября 2004, Тайпалсаари) — финская детская писательница. Наиболее известна как автор серии книг об «Оннели и Аннели».

## Биография
Марьятта Куренниеми изучала финский язык в Хельсинкском университете, который окончила в 1938 году. Во время войны она служила в «Лотта Свярд». По мотивам её книг об Оннели и Аннели режиссёр Саара Кантелл сняла фильмы «Оннели и Аннели» (2014) и «Зима Оннели и Аннели» (2015), «Оннели, Аннели и таинственный незнакомец» (2016) и «Оннели, Аннели и волшебные часы» (2018). Большая часть книг Куренниеми была проиллюстрирована Майей Кармой.
Марьятта Куренниеми получала премию имени Топелиуса в 1954, 1967 и 1984 годах. Она также получала Государственную молодёжную литературную премию Финляндии в 1976 и 1981 годах, премию Pro Finlandia в 1969 году, премию Тирлиттан в 1999 году, и Государственную премию Финляндии в области искусства.
С 1940 года супругом Куренниеми был доктор философских наук Тауно Куренниеми. У них родилось пятеро детей — футуролог и основатель финской электронной музыки Эркки Куренниеми был их старшим ребёнком. Родовое поместье Куренниеми, основанное в 1665 году, расположено в Тайпалсаари, где Куренниеми написала множество своих работ.

### Опубликованные на русском языке
- 2019 — Дом Оннели и Аннели / Onnelin ja Annelin talo (1966)
- 2019 — Зима Оннели и Аннели / Onnelin ja Annelin talvi (1968)
- 2019 — Новые друзья Оннели и Аннели / Onneli, Anneli ja orpolapset (1971)
- 2019 — Оннели, Аннели и волшебные часы / Onneli, Anneli ja nukutuskello (1984)